# Hospital de Bruma

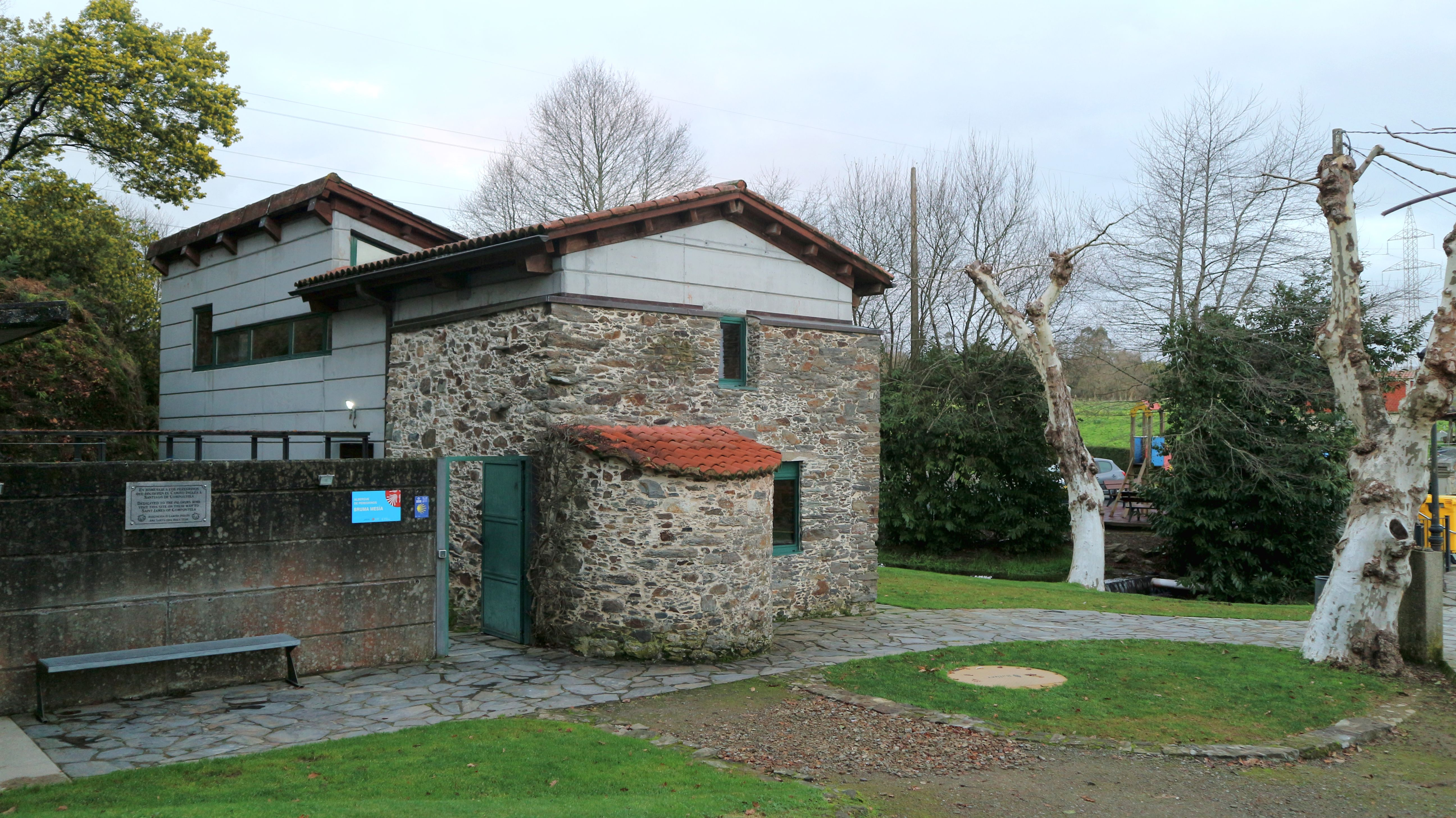
L'hébergement pèlerin à Hospital de Bruma, La Corogne

Hospital de Bruma est une localité dans la paroisse de la commune de Mesía, La Corogne, Espagne. Il y a un hébergement pèlerin pour les pèlerins allant à Saint-Jacques-de-Compostelle par le Camino inglés. Le bâtiment de style gothique tardif a été construit au XVIe siècle.